# تنبيه (لغة)
التنبيه إعلام ما في ضمير المتكلم للمخاطب. وفي اللغة، هو الدلالة عما غفل عنه المخاطب. وفي الاصطلاح: ما يفهم من مجمل بأدنى تأمل، إعلاما بما في ضمير المتكلم للمخاطب.